# Westmoreland (New Hampshire)
Pour les articles homonymes, voir Westmoreland.
Westmoreland est une municipalité américaine située dans le comté de Cheshire au New Hampshire. Selon le recensement de 2010, sa population est de 1 874 habitants.

## Géographie
La municipalité s'étend sur 36,88 milles carrés (95,52 km2), dont 1,08 milles carrés (2,8 km2) d'étendues d'eau.

## Histoire
La localité est fondée en 1735 et constitue le Fort Number 2, créé pour protéger les rives du Connecticut. Appelée Great Meadows puis Westmoreland, elle devient une municipalité en 1752. Son nom actuel provient de John Fane, un proche du gouverneur Benning Wentworth.